# مسرح مايكروسوفت
مسرح مايكروسوفت (سابقا مسرح نوكيا) وقد تم افتتاحه سنة 2007 في وسط مدينة لوس آنجلس الأمريكية، ويتسع مسرح مايكروسوفت لـ 7100 مقعد، وقد أقيم فيه العديد من المناسبات الغنائية وحفلات الجوائز مثل جائزة إيمي للمسلسلات والبرامج التلفزيونية وكذلك جوائز الاغاني المصورة MTV.

## تاريخ
تم افتتاحه سنة 2007 تحت اسم مسرح نوكيا، وبعد صفقة مايكروسوفت لشراء قطاع الهواتف في نوكيا عام 2014 كان من ضمن الصفقة شراء حقوق الاسم، وبناء عليه تم إعادة تسمية المسرح باسم مسرح مايكروسوفت عام 2015 كما تم تسمية المجمع بالكامل ميدان مايكروسوفت.

## أحداث مهمة أقيمت فيه
- حفل جائزة إيمي من عام 2008 وحتى 2018 على الأقل.
- حفل جوائز الاغاني المصورة MTV في أعوام مختلفة.
- أمريكان آيدول.
- جوائز بيبول تشويس للأفلام والمسلسلات.
- جوائز الموسيقى الأمريكية منذ سنة 2007.

## وصلات خارجية
- الموقع الرسمي لمسرح مايكروسوفت (بالإنجليزية)